# Lathrolestes citreus
Lathrolestes citreus är en stekelart som först beskrevs av Carl Gustav Alexander Brischke 1878.  Lathrolestes citreus ingår i släktet Lathrolestes och familjen brokparasitsteklar. Arten är reproducerande i Sverige. Inga underarter finns listade i Catalogue of Life.